# 열평형
두 개의 물리적 시스템이 열 투과 경로에 의해 연결되어 있으면서 그 두 물리적 시스템 간에 알짜 열 흐름이 없을 경우 그 두 계가 열평형(熱平衡)에 있다고 한다. 열평형은 열역학 제0법칙을 따른다. 시스템 내의 온도가 공간적으로 및 시간적으로 일정한 경우 자체적으로 열평형에 있다고 한다.
열역학적 평형에 있는 시스템은 항상 열평형에 있지만, 그 역은 항상 사실은 아니다. 하지만 만약 시스템들 간의 연결이 열과 같은 에너지의 전달을 허용한다면 일과 같은 에너지의 이동 또는 물질의 이동은 허용하지 않는다. 그 두 시스템은 열역학적 평형에 도달하지 않고 열 평형에 도달할 수 있다.

## 개요
뜨거워진 주전자 속의 물을 식히려면 주전자를 차가운 찬물 속에 담가 놓으면 된다. 이때 뜨거웠던 물의 온도가 내려가는 동시에 주위의 물 온도도 올라간다. 이것은 주전자의 뜨거운 물이 주위의 물에 옮겨져서 주전자 속의 물은 식고 주위의 물은 따뜻해진다고 생각할 수가 있다. 일반적으로 고온의 물체와 저온의 물체를 접촉시키면 고온의 물체에서 저온의 물체에 열이 이동한다. 그리고 고온의 물체는 온도가 내려가고 저온의 물체는 온도가 올라간다. 이와 같은 열의 이동을 열전도라고 한다. 뜨거워진 주전자를 물 속에 담가두면 주전자의 물은 식고 주위의 물은 따뜻해지며, 시간이 지나면 주전자의 물과 주위의 물은 온도가 같아진다. 이렇게 해서 열의 이동이 끝난다. 이와 같이 두 개의 물체가 있고, 그것들의 온도가 같으며, 두 물체 사이에 열의 이동이 없을 때 이 두 물체는 열평형 상태에 있다고 한다. 그러나 온도가 바뀌지 않을 뿐 열의 이동은 있다. 역학에서는 물체가 정지하고 있을 때 그 물체는 평형 상태에 있다고 한다. 열의 경우도 마찬가지로 열이 정지하고 있을 때 열평형이 되어 있는 것이다. 온도가 다른 두 물체를 접촉시켰을 때 양쪽의 온도가 같아지고 열평형이 이루어지려면 어느 정도의 시간이 걸린다. 온도계를 물체에 접촉시켜서 그 물체의 온도를 측정할 때 열평형 상태에 도달하기까지는 온도계의 수은주가 시간과 함께 변화한다. 이 때문에 열평형에 도달하기 전에 온도를 측정해도 정확한 온도의 값을 구할 수 없다. 물체 A가 물체 B와 열평형에 있고, 또 물체 A가 물체 C와 열평형에 있을 때 물체 B와 물체 C는 열평형 상태에 있다. 이것을 세 물체간의 열평형 법칙이라고 한다. 물체 A와 물체 B가 열평형에 있으면 A의 온도와 B의 온도는 같다. 이와 마찬가지로 물체 A와 물체 C가 열평형에 있으면 A의 온도와 C의 온도는 같다. 따라서 A와 B가 열평형, A와 C가 열평형 상태이면 B의 온도와 C의 온도는 같으며, 물체 B와 물체 C는 열평형 상태가 된다. 이와 같이, 세 물체간의 열평형 법칙은 당연한 것을 말한 것 같다. 그러나 진보된 이론에 의하면 이 법칙을 바탕으로 해서 온도라는 것의 의미가 수학적으로 엄밀하게 해석되는 것이다.

## 같이 보기
- 열역학적 평형
- 루트비히 볼츠만
- 조사이어 윌러드 기브스
- 제임스 클러크 맥스웰
- 막스 플랑크

## 참고 문헌
- Adkins, C.J. (1968/1983). Equilibrium Thermodynamics, third edition, McGraw-Hill, London, ISBN 0-521-25445-0.
- Bailyn, M. (1994). A Survey of Thermodynamics, American Institute of Physics Press, New York, ISBN 0-88318-797-3.
- 루트비히 볼츠만 (1896/1964). Lectures on Gas Theory, translated by S.G. Brush, University of California Press, Berkeley.
- 시드니 채프먼, Cowling, T.G. (1939/1970). The Mathematical Theory of Non-uniform gases. An Account of the Kinetic Theory of Viscosity, Thermal Conduction and Diffusion in Gases, third edition 1970, Cambridge University Press, London.
- 조사이어 윌러드 기브스 (1876/1878). On the equilibrium of heterogeneous substances, Trans. Conn. Acad., 3: 108-248, 343-524, reprinted in The Collected Works of J. Willard Gibbs, Ph.D, LL. D., edited by W.R. Longley, R.G. Van Name, Longmans, Green & Co., New York, 1928, volume 1, pp. 55–353.
- 제임스 클러크 맥스웰 (1867). On the dynamical theory of gases, Phil. Trans. Roy. Soc. London, 157: 49–88.
- Münster, A. (1970). Classical Thermodynamics, translated by E.S. Halberstadt, Wiley–Interscience, London.
- Partington, J.R. (1949). An Advanced Treatise on Physical Chemistry, volume 1, Fundamental Principles. The Properties of Gases, Longmans, Green and Co., London.
- 막스 플랑크, (1897/1903). Treatise on Thermodynamics, translated by A. Ogg, first English edition, Longmans, Green and Co., London.
- 막스 플랑크 (1914). The Theory of Heat Radiation, second edition translated by M. Masius, P. Blakiston's Son and Co., Philadelphia.
- ter Haar, D., Wergeland, H. (1966). Elements of Thermodynamics, Addison-Wesley Publishing, Reading MA.
- Tisza, L. (1966). Generalized Thermodynamics, M.I.T. Press, Cambridge MA.